# HD148097
HD148097 — хімічно пекулярна зоря спектрального класу A5, що має видиму зоряну величину в смузі V приблизно  8,8.
Вона  розташована на відстані близько 504,1 світлових років від Сонця.